# Judite Dias Ximenes

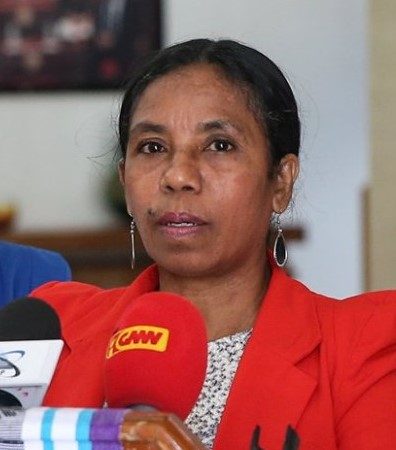
Judite Dias Ximenes (2019)

Judite Dias Ximenes (* 11. September 1968) ist eine Politikerin aus Osttimor. Sie ist Mitglied der FRETILIN.

## Werdegang
Ximenes schloss 1997 ein Studium an der Udayana-Universität in Bali ab. Weitere Studiengänge folgten an der Universidade Nasionál Timór Lorosa'e (UNTL, bis 2008) und zu Sozialwissenschaften an der Universidade de Brasília (2009 bis 2012). Derzeit ist Ximenes an der UNTL Vizedirektorin des Zentrum für Geschlechterforschung (portugiesisch Centro Estudo de Género).
Von 2001 bis 2007 war Ximenes Mitglied der Verfassunggebenden Versammlung Osttimors, die mit der Unabhängigkeit des Landes zum Nationalparlament Osttimors wurde. In der Versammlung wurde Ximenes zur Vizesekretärin des parlamentarischen Präsidiums gewählt, am 25. Juni 2002 wurde sie aber in diesem Posten ersetzt.
2019 war Ximenes Präsidentin der Rede Feto, einem nationalen Netzwerk von verschiedenen Frauenorganisationen. Ximenes vertrat bei Rede Feto die Organizasaun Popular da Mulher Timor (OPMT), die Frauenorganisation der FRETILIN.

## Veröffentlichungen
- A Partipação da Mulher no MST no DF é Entorno (Dissertation 2011)